# Klaus Hamprecht
Klaus Hamprecht  (* 22. Juni 1954; † 19. Juni 2022) war ein deutscher Arzt und Virologe. Er wurde vor allem bekannt durch seine wissenschaftlichen Publikationen zur Diagnostik von Infektionen mit dem Humanen Cytomegalievirus (CMV) in der Schwangerschaft, die angeborene und nachgeburtliche Übertragung von CMV, sowie deren Prävention und Therapie.

## Leben
Klaus Hamprecht studierte Medizin und Biochemie an der Ludwig-Maximilians-Universität München und der Eberhard Karls Universität Tübingen. Im Jahr 1986 wurde er mit der Dissertation „Charakterisierung der modulatorischen Wirkung dialysierbarer Komponenten aus Kalbsthymus und Humanleukocyten auf die natürliche Antitumorcytotoxicität“ zum Dr. rer. nat. am Friedrich-Miescher-Labor des Max-Planck-Institutes promoviert und 1988 mit der Dissertation „Funktionelle und biochemische Charakterisierung von Komponenten in Viscum-album-Extrakt (Iscador) mit modulierendem Einfluss auf das Tumorzytolysepotential humaner NK-Zellen“ an der Eberhard Karls Universität Tübingen zum Dr. med.
Es folgten Ausbildungsstationen als Arzt in der Medizinischen Mikrobiologie des Universitätsklinikums Ulm, in der Inneren Medizin Abteilung Hämatologie und Onkologie am Robert-Bosch-Krankenhaus in Stuttgart und ab 1991 als Wissenschaftlicher Assistent am Institut für Medizinische Virologie der Universität Tübingen. Hier baute er für eigene Projekte die CMV-Diagnostik mittels molekularmedizinischer Technologien und etablierter Zellkulturmethoden auf und konnte so unter anderem das Virus in der Muttermilch nachweisen und infektiöses Virus isolieren. 1995 wurde ihm die Facharztbezeichnung für Mikrobiologie, Virologie und Infektionsepidemiologie durch die Landesärztekammer Baden-Württemberg verliehen. Im Jahr 2004 habilitierte er sich in Tübingen mit der Habilitationsschrift „Epidemiologie und Dynamik der Reaktivierung des humanen Cytomegalovirus (HCMV) während der Laktation“ und erhielt die venia legendi für das Fachgebiet „Klinische Virologie“. 2007 wurde er an der Universität Tübingen zum außerplanmäßigen Professor ernannt.
Klaus Hamprecht war verheiratet, Vater und Großvater. Er verstarb unerwartet wenige Tage vor seinem 68. Geburtstag und ist auf dem Friedhof Wohlmuthausen in Forchtenberg beigesetzt.

## Wirken
Schwerpunkte der wissenschaftlichen Arbeit von Hamprecht waren die Diagnostik von CMV-Infektionen in der Schwangerschaft, die konnatale und postnatale CMV-Transmission, sowie deren Prävention und Behandlung. Für die Abklärung von Virostatika-Resistenzen entwickelte er eigene genotypische und phänotypische Untersuchungsmethoden, für die Prävention der Virustransmission durch Muttermilch ein patentiertes Virusinaktivierungsverfahren. Er ist Autor von mehr als 180 Forschungsartikeln und Buchbeiträgen sowie Inhaber von rund zehn Patenten. Darüber hinaus ist er als Wissenschaftler auch massenmedial in Erscheinung getreten.

## Schriften (Auswahl)
Wichtige Publikationen von Hamprecht sind u. a.:
- mit K. O. Kagan, M. Enders, M. Hoopmann, A. Geipel, C. Simonini, C. Berg, I. Gottschalk, F. Faschingbauer, M. O. Schneider, T. Ganzenmueller: Outcome of pregnancies with recent primary cytomegalovirus infection in first trimester treated with hyperimmunoglobulin: observational study. In: Ultrasound in Obstetrics & Gynecology. Band 57, Nr. 4, 2021, ISSN 1469-0705, S. 560–567, doi:10.1002/uog.23596.
- mit Jens Maschmann, Denise Müller, Katrin Lazar, Rangmar Goelz: New short-term heat inactivation method of cytomegalovirus (CMV) in breast milk: impact on CMV inactivation, CMV antibodies and enzyme activities. In: Archives of Disease in Childhood - Fetal and Neonatal Edition. Band 104, Nr. 6, 1. November 2019, ISSN 1359-2998, S. F604–F608, doi:10.1136/archdischild-2018-316117, PMID 30728181.
- mit Sascha Bapistella, Wolfgang Thomas, Christian P Speer, Klaus Dietz, Jens Maschmann, Christian F Poets, Rangmar Goelz: Short-term Pasteurization of Breast Milk to Prevent Postnatal Cytomegalovirus Transmission in Very Preterm Infants. In: Clinical Infectious Diseases. Band 69, Nr. 3, 18. Juli 2019, ISSN 1058-4838, S. 438–444, doi:10.1093/cid/ciy945.
- mit Matthias Stefan Schampera, Jose Arellano-Galindo, Karl Oliver Kagan, Stuart P. Adler, Gerhard Jahn: Role of pentamer complex-specific and IgG subclass 3 antibodies in HCMV hyperimmunoglobulin and standard intravenous IgG preparations. In: Medical Microbiology and Immunology. Band 208, Nr. 1, 1. Februar 2019, ISSN 1432-1831, S. 69–80, doi:10.1007/s00430-018-0558-x.
- mit Horst Buxmann, Matthias Meyer-Wittkopf, Klaus Friese: Primary Human Cytomegalovirus (HCMV) Infection in Pregnancy. In: Deutsches Ärzteblatt international. 27. Januar 2017, ISSN 1866-0452, doi:10.3238/arztebl.2017.0045, PMID 28211317, PMC 5319378 (freier Volltext).

## Auszeichnungen und Mitgliedschaften
Im Jahr 2005 erhielt Hamprecht den Professor-Adalbert-Seifriz-Preis (Technologie Transfer Handwerk mit Klaus Lauf, Tübingen). 2018 erhielt er zusammen mit Rangmar Goelz und Jens Maschmann den Nutricia Wissenschaftspreis.
Hamprecht war Mitglied der Gesellschaft für Virologie (GfV), der European Society of Clinical Virology (ESCV) und der European Congenital Cytomegalovirus Initiative (ECCI).